# National Institute for Occupational Safety and Health
Le National Institute for Occupational Safety and Health (Institut national pour la sécurité et la santé au travail), ou NIOSH, est une agence fédérale américaine chargée de mener des recherches et formuler des recommandations pour la prévention des accidents du travail et des maladies professionnelles.
Le NIOSH fait partie du Centers for Disease Control and Prevention (CDC), lui-même appartenant au département de la Santé et des Services sociaux des États-Unis.